# Djibril Konaté
Djibril Konate (ur. 2 września 1980 w Kayes) – malijski piłkarz grający na pozycji obrońcy.

## Kariera klubowa
W sierpniu 2008 roku przebywał na testach w Legii Warszawa. Od 2001 roku grał w FC Mantois 78, skąd w 2003 roku trafił do Vendée Fontenay Foot. Od 2005 roku był zawodnikiem Chamois Niortais FC, z którym w 2006 roku zwyciężył w rozgrywkach Championnat National. W sezonie 2006/2007 w drugiej lidze francuskiej zagrał w 26 meczach, a w kolejnych rozgrywkach zaliczył 25 występów.
| Sezon   | Klub                 | Kraj    | Rozgrywki   | Mecze | Bramki | Rozgrywki Europy | Mecze | Bramki |
| ------- | -------------------- | ------- | ----------- | ----- | ------ | ---------------- | ----- | ------ |
| 2005/06 | Chamois Niortais FC  | Francja | National    | 7     | 0      | –                | –     | –      |
| 2006/07 | Chamois Niortais FC  | Francja | Ligue 2     | 26    | 0      | –                | –     | –      |
| 2007/08 | Chamois Niortais FC  | Francja | Ligue 2     | 24    | 2      | –                | –     | –      |
| 2008/09 | Maccabi Petach Tikwa | Izrael  | Ligat ha’Al | 0     | 0      | –                | –     | –      |
| 2008/09 | Vendée Fontenay Foot | Francja | CFA         | 16    | 2      | –                | –     | –      |
| 2009/10 | Chamois Niortais FC  | Francja | CFA         | 32    | 0      | –                | –     | –      |
| 2010/11 | Chamois Niortais FC  | Francja | National    | 31    | 1      | –                | –     | –      |
| 2011/12 | Chamois Niortais FC  | Francja | National    | 30    | 2      | –                | –     | –      |
| 2012/13 | Chamois Niortais FC  | Francja | Ligue 2     | 15    | 1      | –                | –     | –      |

Stan na: 17 stycznia 2013 r.